# Centrumbildning
En centrumbildning är en svensk typ av organisation vars medlemmar är fria professionella yrkesverksamma kulturutövare. Centrumbildningarna förmedlar uppdrag och verkar för yrkesgruppernas intressen. År 2018 uppskattade Statens kulturråd att svenska centrumbildningar hade totalt cirka 10 400 medlemmar och omkring 120 anställda.
Termen centrumbildning används även om tvärvetenskapliga organisationer inom det svenska högskoleväsendet.

## Centrumbildningar i Sverige
- Centrum för dramatik
- Centrum för fotografi
- Danscentrum
- Filmcentrum
- Författarcentrum
- Illustratörcentrum
- Konsthantverkscentrum
- Konstnärscentrum
- Cirkuscentrum (cirkus, varieté och gatuperformance)
- Musikcentrum
- Seriefrämjandet
- Teatercentrum
- Tjállegoahte – Författarcentrum Sápmi
- Översättarcentrum